# Восхитительная ложь Нины Петровны
«Восхитительная ложь Нины Петровны» (нем. Die wunderbare Lüge der Nina Petrowna) — немецкий немой драматический фильм 1929 года режиссёра Ханса Шварца. Восстановлен в 1999 году.
Это последний крупнобюджетный немой фильм студии «Universum Film AG» в период перехода от эпохи немого кино к звуковому фильму.
Самый коммерчески успешный фильм Германии в 1929 году. В 1937 году Виктором Туржанским был снят ремейк фильма «Ложь Нины Петровны».

## Сюжет
1914 год, Санкт-Петербург. В Нину Петровну, молодую и избалованную женщину, без памяти влюблён предводитель казачьего войска полковник Тернов, обеспечивший своей содержанке жизнь в роскоши и богатстве.
Однажды Нина Петровна влюбляется в корнета Михаила Силина и покидает полковника Тернова, переезжая в маленькую квартирку своего любимого.
Долги корнета растут и, желая скорее погасить их, он ввязывается в карточную игру на деньги. Как-то ночью в офицерском казино полковник Тернов заманивает корнета в жульническую игру и, «разоблачив» молодого человека, берёт с него расписку в нечестной игре.
Тернов предлагает Нине Петровне вернуться к нему в обмен на уничтожение расписки корнета.
Нина Петровна возвращается к полковнику Тернову, желая спасти корнета, но, чтобы скрыть от любимого настоящую причину расставания с ним, делает вид, что бросает его из-за его бедности, потому что она устала от нищеты и снова хочет жить в блеске, а он не может обеспечить не то что достойную жизнь, но даже обувь — при этом она насмехается над подаренными им недорогими туфлями.
Когда полк корнета выезжает из Петербурга, он символически игнорирует розу, брошенную ему с балкона Ниной Петровной, и когда полковник Тернов приезжает к ней, он обнаруживает, что Нина Петровна покончила с собой, надев туфли — те самые, что ей подарил корнет.

## В ролях
- Бригитта Хельм — Нина Петровна
- Фриц Ледерер — корнет Михаил Андреевич Силев (в английских титрах — лейтенант Михаил Ростов)
- Уорвик Уорд[англ.] — полковник Тернов (в английских титрах — полковник Беранов)

Также в фильме снимались: Лия Ян, Гарри Хардт, Эккехард Арендт, Михаэль фон Невлински, Франц Шафхайтлин.

## Дополнительно
Съёмки проходили с ноября 1928 года по январь 1929 года. Премьера фильма состоялась 15 апреля 1929 года в берлинском кинотеатре Ufa-Palast am Zoo.
Художником по костюмам выступила в будущем получившая два Оскара дизайнер Рене Хьюберт, а в качестве художественного консультанта выступил художник Александр Арнштам — уже в 1929 году фильм официально получил предикат «художественно ценный».
Форма проходящего строем полка не имеет отношения к Русской Императорской армии, это форма прусского Гвардейского кирасирского полка (Garde-Kürassier-Regiment).
В 1999 году фильм был реставрирован фондом Мурнау: были использованы найденные две плёнки — разные по длительности и монтажу, с царапинами и местами склейки — дефектами, которые присущи часто используемым прокатным копиям; комплексной реставрацией было восстановлено не только повествование фильма, но и его пластические и формальные ценности.

## Критика
На малопримечательный рассказ о супружеской измене ложится едва ли не каренинский отсвет. … Встреча на таком пределе режиссёрских, операторских и актёрских мощностей могла состояться только в 29-м, на последней границе между совершенством немого и неуклюжестью раннего звукового кино. За мгновение до того, как прикрученная к пленке аудиозапись утяжелит изображение и похитит его пластичность, скручивая камеру обязательствами звукоподражания. …режиссёр Ханс Шварц, постановщик ренуаровского типа, особенно чуткий к плутовским историям, где детская невинность персонажей вскрывалась бездной анархии. Великая Бригитта Хельм, уже отыскавшая в своих знаменитых ролях ангельски-ведьминскую двойственность. Наконец, красавец Франц Ледерер, мило подыгрывающий Бригитте по-щенячьи преданными глазами и светлым ликом строгого юноши.
 В Соданкюля, где я посмотрел «Восхитительную ложь» в первый раз, именно этот сеанс вопреки ожиданиям стал самым оживленным просмотром всего фестиваля: спонтанно с первых минут между экраном и публикой начался взволнованный разговор, где в ход шли уже не только аплодисменты, но и вздохи, выкрики и обрывки фраз.— Максим Селезнёв, Colta.ru, 2017 год

Картина неоднозначна и противоречива, она, несомненно, относится к тем фильмам, которые не стоит забывать и хорошо бы знать; которые несут в себе память эпохи и вечные ценности; в которых так много искреннего и настоящего, и которые достигли такой высоты изобразительного искусства, которая недоступна, как ни парадоксально, кинематографу, обретшему звук.